# Poort der Vlaamse Ardennen

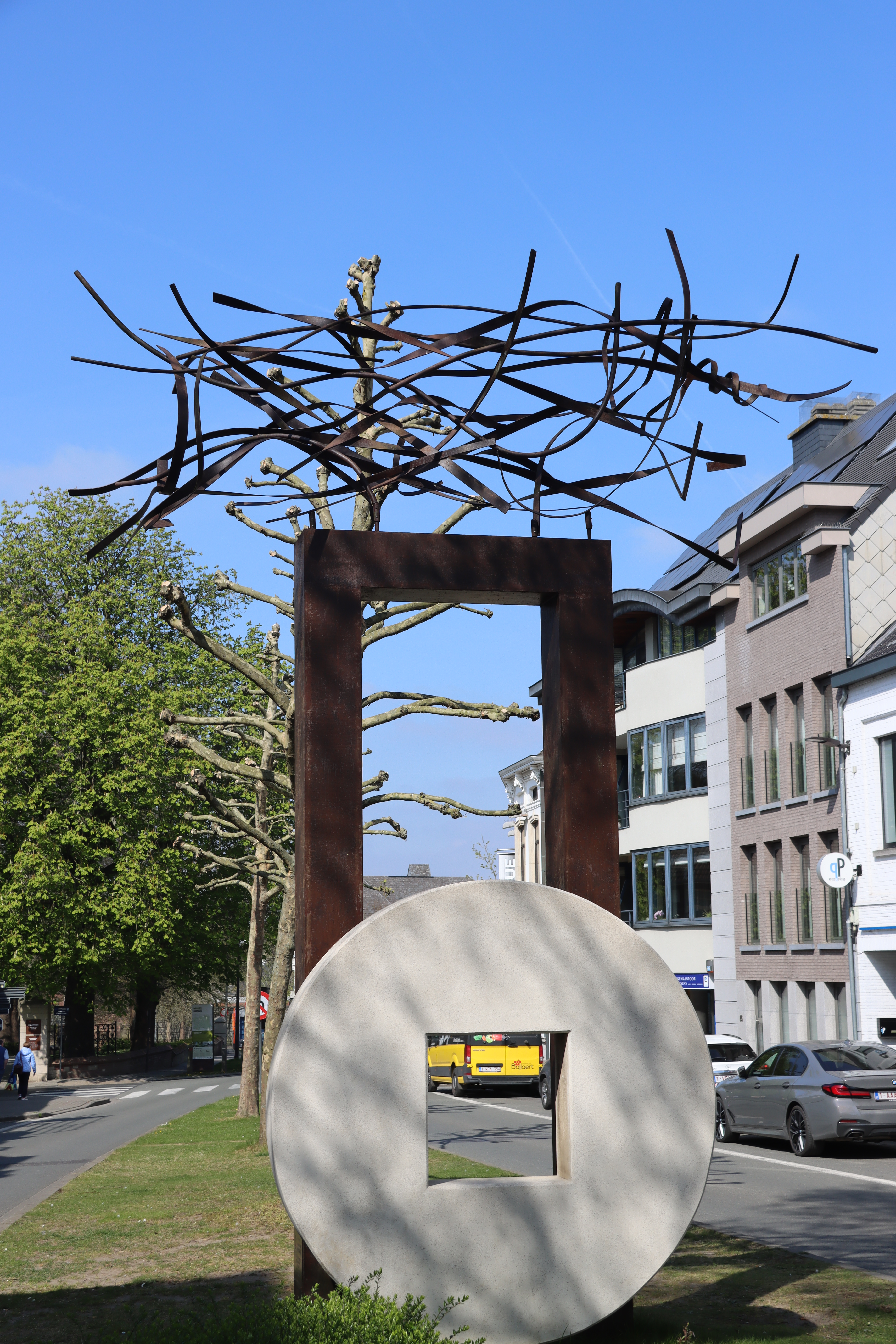

De Poort van de Vlaamse Ardennen of Poort der Vlaamse Ardennen is een monument op de Heldenlaan in de Belgische stad Zottegem. Het beeld werd op 3 oktober 1993 ingehuldigd en werd ontworpen door kunstenaar Paul Baele. Het kunstwerk werd door VTB-VAB aan de stad geschonken. Het monument is deels vervaardigd uit cortenstaal, en verwijst zo naar de Zottegemse metaalverwerkende bedrijven als stovenmakerijen en gieterijen. Het kunstwerk verwijst naar de stad als toegangspoort tot de Vlaamse Ardennen. In het monument zitten een poort, een molensteen of -rad en een verwijzing naar de waterlopen en de heuvels verwerkt.

## Afbeeldingen

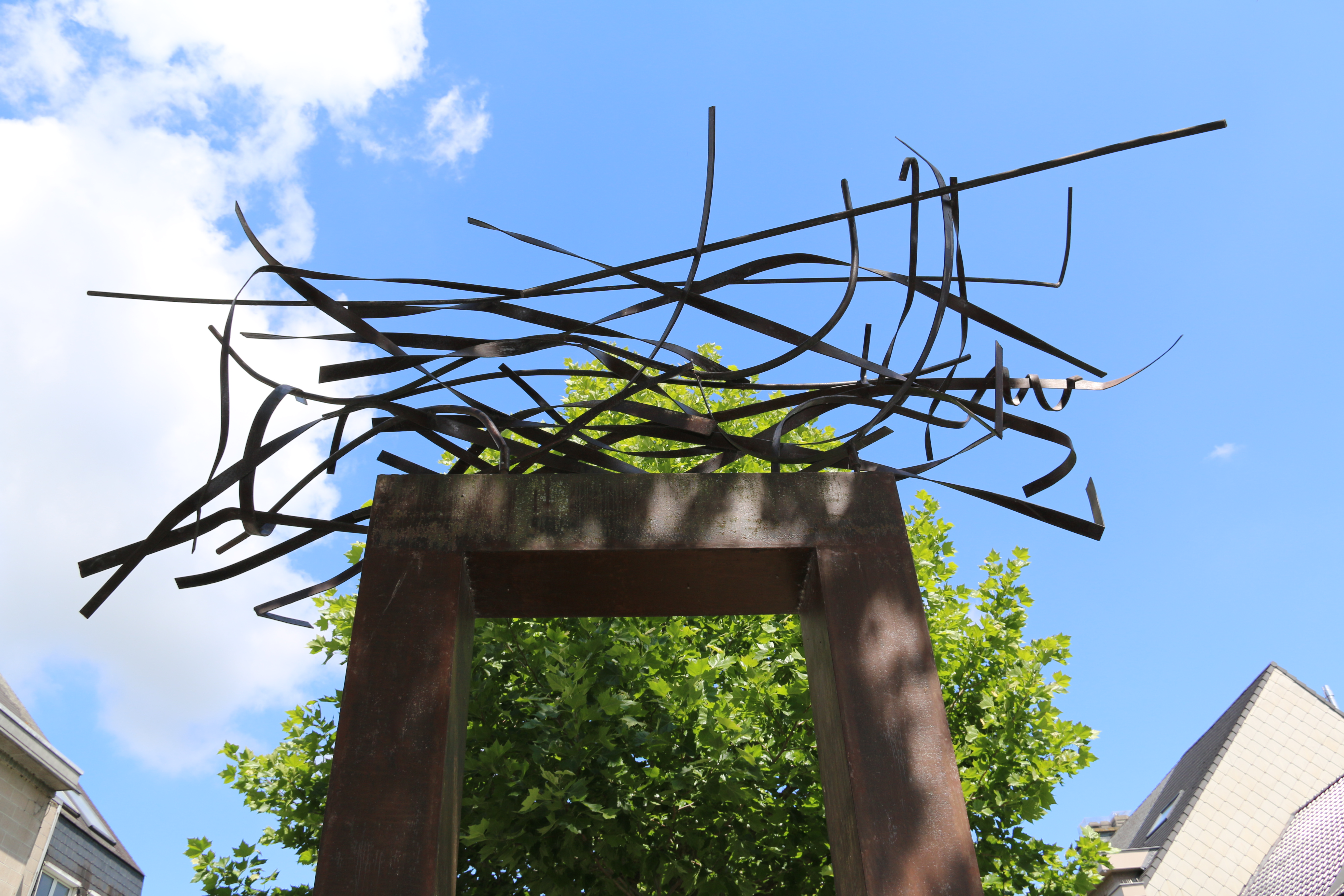
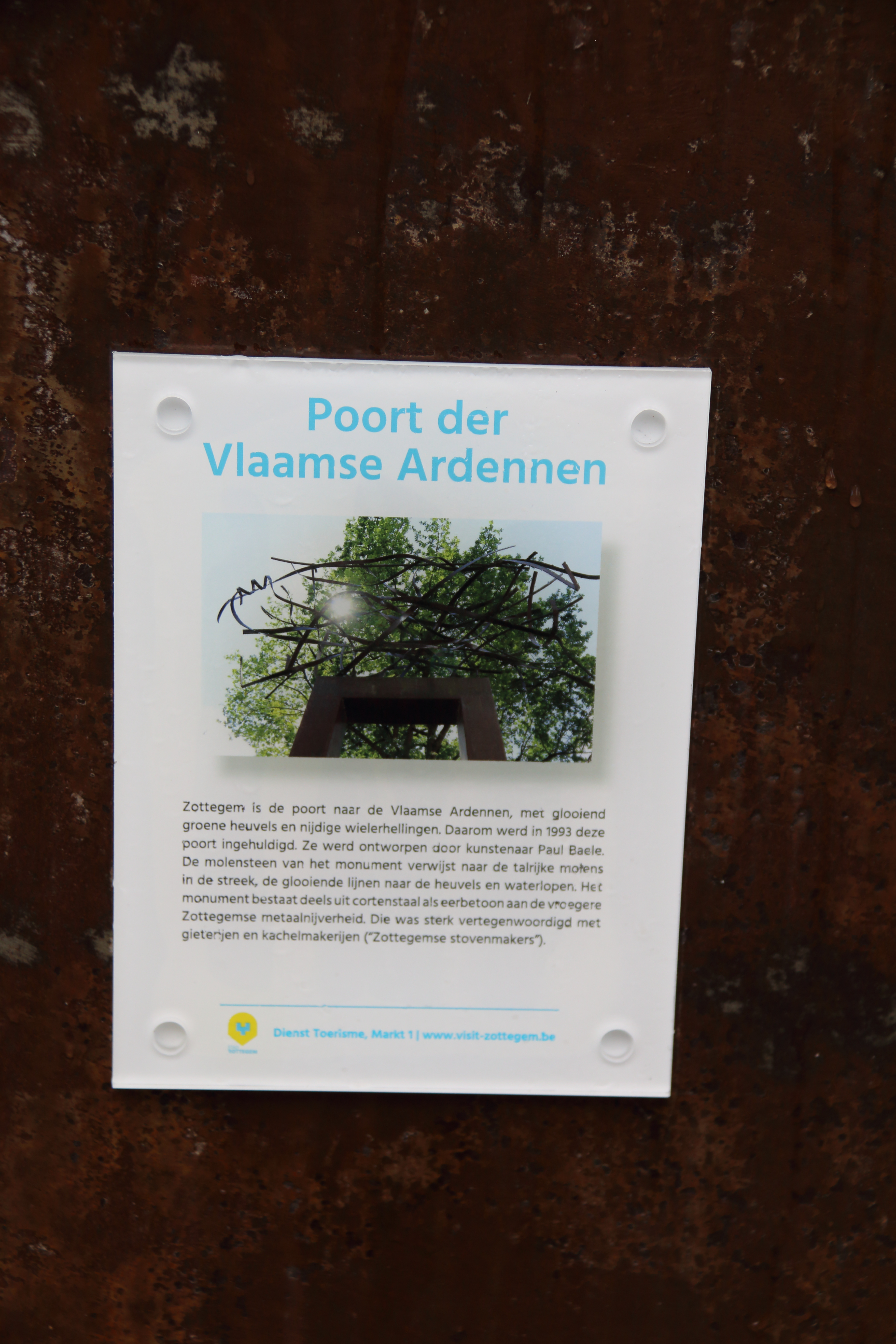
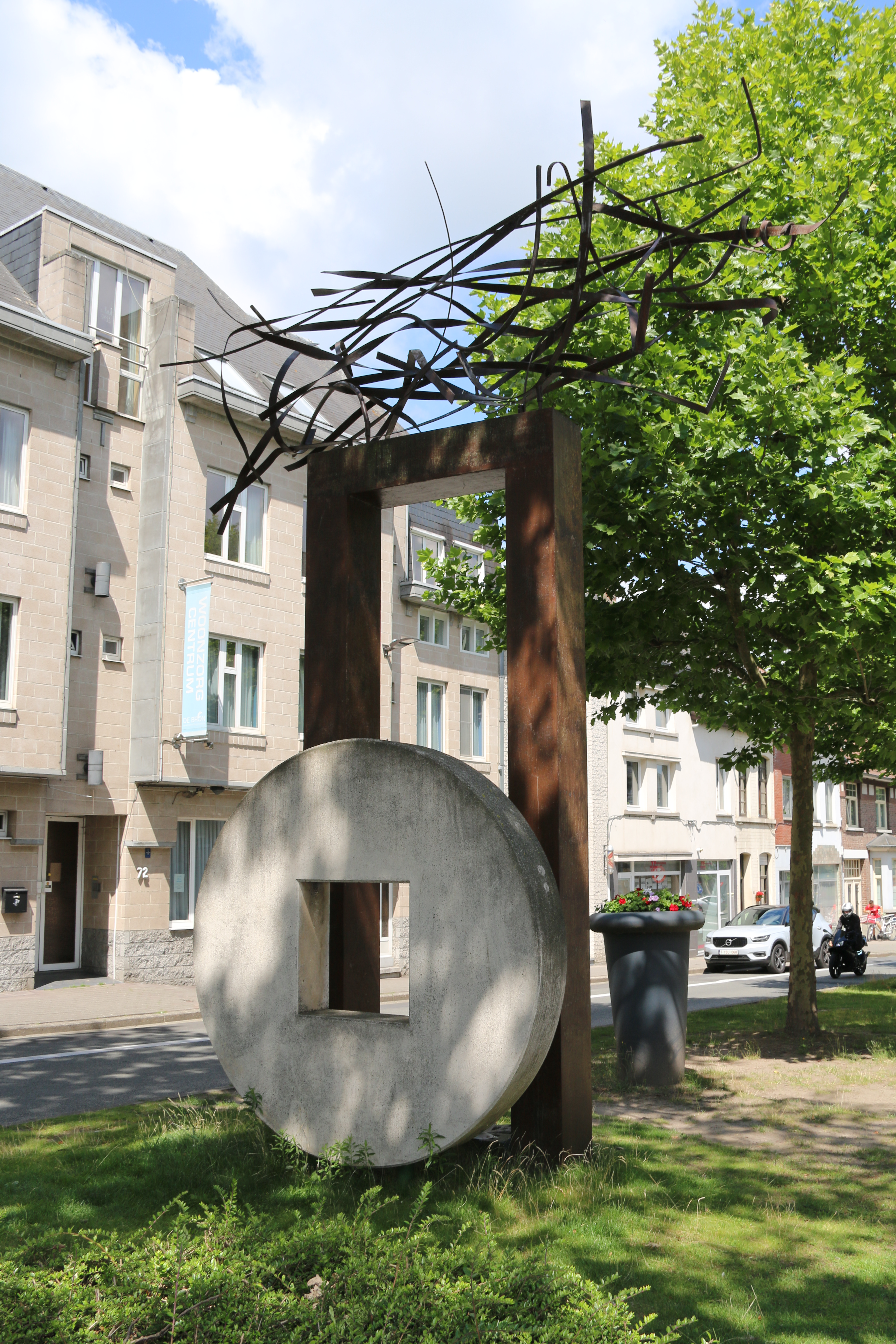
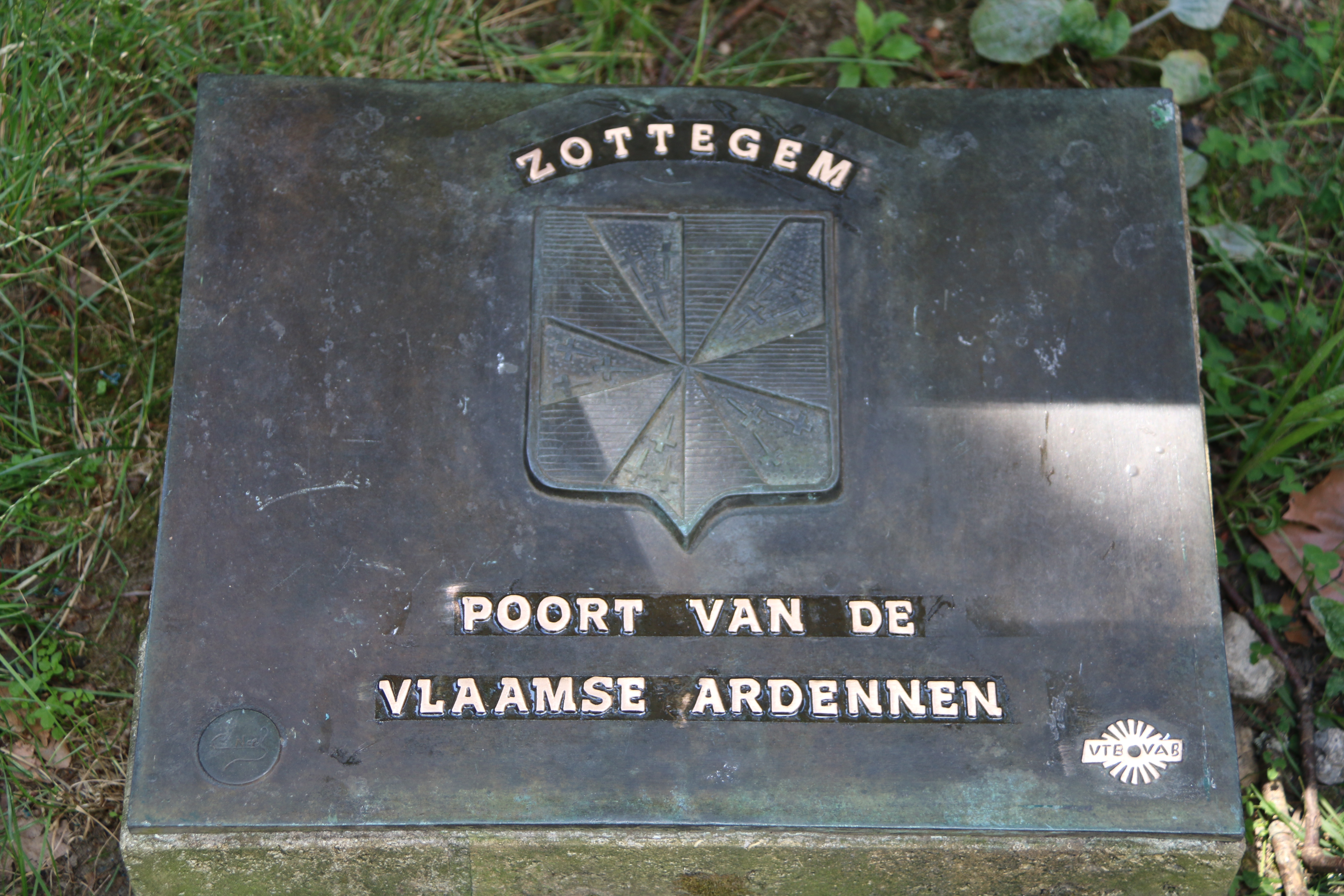
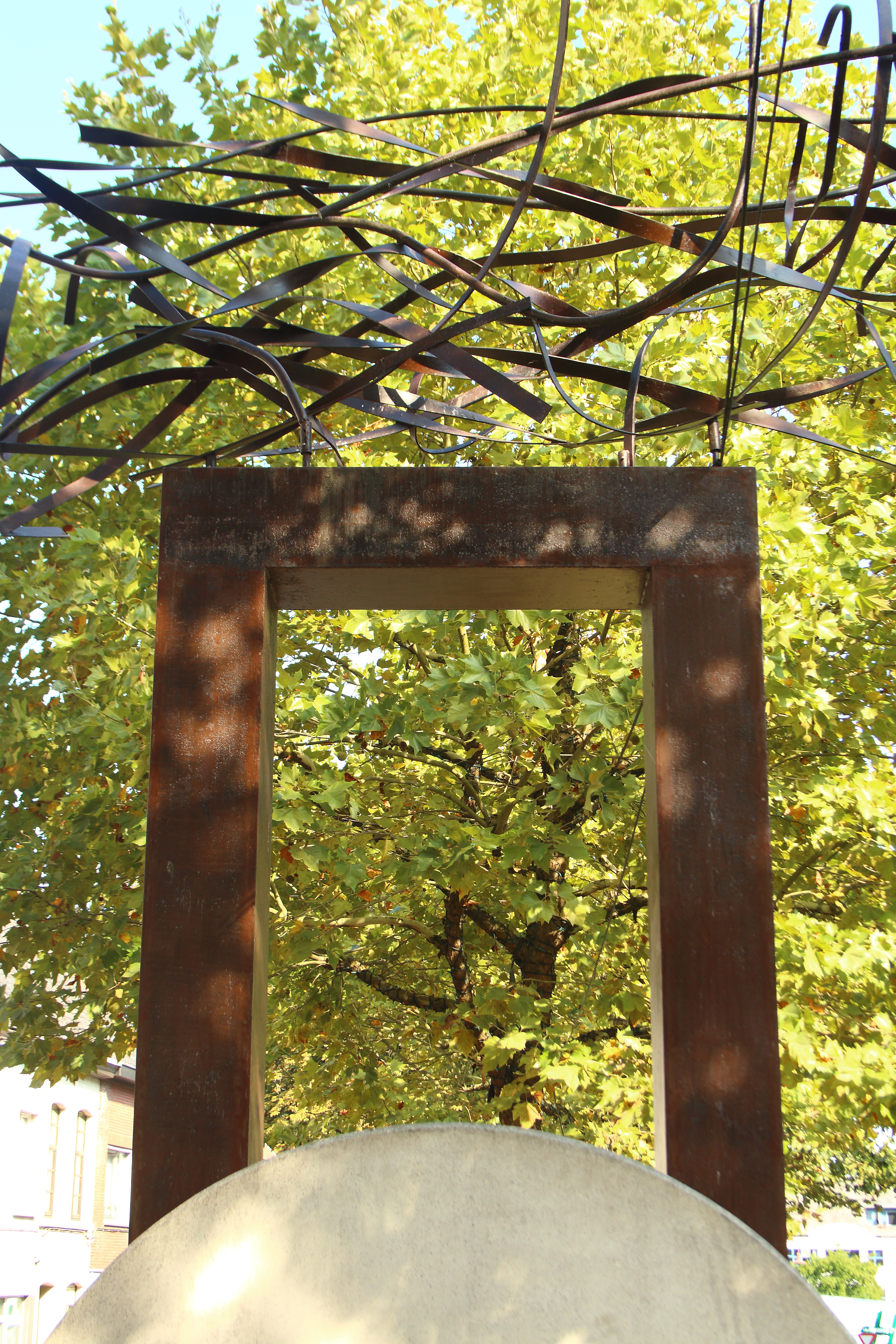
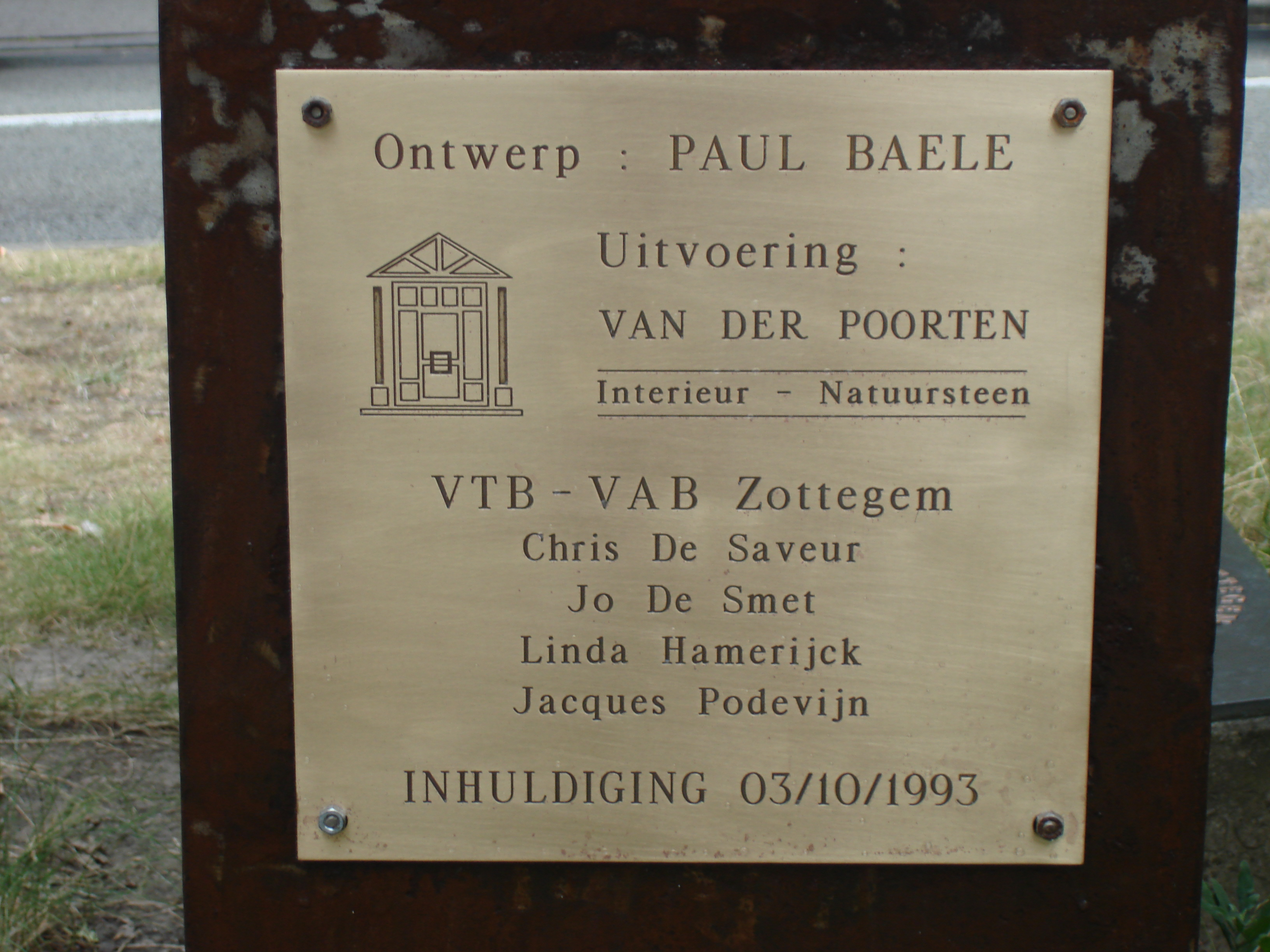